# Mustard
Діжон Ісая Макфарлейн (народився 5 червня 1990 року), професійно відомий як Mustard (також DJ Mustard), американський продюсер і бітмейкер. 
Продюсерський стиль Mustard описують як швидкий, клубний, рудиментарний мелодійний стиль хіп-хопу. Цей стиль на початку 2010-х років перетворився на сучасний продюсерський стиль хіп-хопу Західного узбережжя, який він називає «ratchet music» ("музика храповиків"). 
Mustard випустив три сольні альбоми: 10 Summers у серпні 2014 року, Cold Summer у вересні 2016 року та Perfect Ten у червні 2019 року.

## Ранні роки
Макфарлейн народився в Лос-Анджелесі, штат Каліфорнія, в сім'ї ямайців. У 2013 році в інтерв’ю журналу The Fader він заявив, що його батька депортували на Ямайку, коли він був малим, але вони все ще підтримують зв’язок. Коли Макфарлейну було 11 років, його дядько дозволив йому бути діджеєм на сімейній вечірці. Він отримав свій діджейський псевдонім від приправи діжонської гірчиці, оскільки його ім'я також Діжон. Ставши старше, почав більше займатися діджеїнгом, став набагато кваліфікованішим у цьому ремеслі, що призвело до того, що він став діджеєм у місцевих клубах.

## Кар’єра
В інтерв'ю Sway's Universe DJ Mustard описав свої ділові стосунки з репером із західного узбережжя YG. Після другого мікстейпу YG The Real 4Fingaz він продюсував усі його мікстейпи. DJ Mustard спродюсував сингли YG "Bitches Ain't Shit" за участю реперів Tyga і Ніпсі Гассл, а також "You Broke" за участю Ніпсі Гассла. Протягом 2010 року DJ Mustard випустив неофіційний збірник з різними виконавцями через лейбл Thump Records, який отримав назву Let's Jerk на честь вуличного танцю під назвою jerking у Лос-Анджелесі.
Наприкінці 2011 року DJ Mustard спродюсував третій сингл Tyga "Rack City" з його другого альбому Careless World: Rise of the Last King. Пісня була випущена в грудні 2011 року і посіла 7 місце в чарті Billboard Hot 100, номер 1 в чарті Hot R&B/Hip-Hop Songs і номер 2 в чарті Hot Rap Songs. Він також отримав двократний платиновий сертифікат RIAA. Він також спродюсував два треки з мікстейпу Tyga Well Done 3 і його пісню «Hit Em Up» за участю репера Jadakiss з його третього альбому Hotel California 2013 року.
Протягом 2012 року DJ Mustard спродюсував пісню репера з Атланти 2 Chainz "I'm Different", яка була випущена як третій сингл з його головного дебютного альбому. Пісня посіла 6-е місце в чарті Hot R&B/Hip-Hop Songs і отримала золотий сертифікат RIAA, реалізовано понад 500 000 копій у цифровому вигляді. Також пізніше у 2012 році DJ Mustard спродюсував пісню R.I.P. репера Young Jeezy, яка випущена як головний сингл з його дванадцятого мікстейпу It's Tha World 5 лютого 2013 року. Пісня посіла 17 місце в чарті Hot R&B/Hip-Hop Songs. Mustard також спродюсував треки з сьомого альбому репера Bow Wow Underrated, наприклад "We In Da Club", який був випущений як другий сингл з цього альбому. 
3 червня 2013 DJ Mustard випустив свій офіційний дебютний мікстейп Ketchup. Пізніше в червні Mustard спродюсував пісню HeadBand репера B.o.B з Атланти за участю 2 Chainz, яка була випущена як другий сингл з його третього студійного альбому Underground Luxury. Пісня посіла 21 місце в чарті Hot R&B/Hip-Hop Songs. 17 вересня DJ Mustard спродюсував пісню репера Kid Ink "Show Me" за участю Кріса Брауна, випущену як перший сингл з його майбутнього другого студійного альбому My Own Lane. 17 вересня 2013 року DJ Mustard спродюсував мегагімн YG «My Nigga» для його дебютного студійного альбому My Krazy Life, який посів 5 місце в американському чарті Rhythmic Billboard. 18 листопада 2013 DJ Mustard оголосив, що підписав контракт з Roc Nation Jay-Z як виконавець, і оголосив про плани випустити власний студійний альбом. 18 грудня 2013 року він був визнаний HipHopDX другим продюсером року. 11 березня 2014 року DJ Mustard спродюсував композицію Kid Ink "Main Chick" за участю Кріса Брауна для його другого студійного альбому My Own Lane. Він досяг 3-го місця в американському чарті Rhythmic Billboard.
У 2016 році працював з Треа Фітцем над його дебютним альбомом, що вийшов 11 жовтня. Він випустив "Don't Hurt Me" з Jeremih і Нікі Мінаж у своєму альбомі Cold Summer. Також в альбомі з’явилися YG і Ty Dolla Sign, Рік Росс, Young Jeezy, K Camp та інші. Альбом випущений 30 вересня 2016 року.
28 червня 2019 року був випущений третій альбом Mustard, Perfect Ten, сингл «Ballin'» з альбому номінований на Греммі.

## Дискографія

### Студійні альбоми
- 10 Summers (2014)
- Cold Summer (2016)
- Perfect Ten (2019)

### Мікстейпи
- Ketchup (2013)
- 10 Summers: The Mixtape Vol.1 (2015)